# Friedrich Wilhelm Kopsch
Friedrich Wilhelm Theodor Kopsch (Saarbrücken, 4 marzo 1868 – Berlino, 24 gennaio 1955) è stato un anatomista tedesco.

## Biografia
Studiò sotto la guida di Heinrich Wilhelm Gottfried von Waldeyer-Hartz (1836-1921) presso l'Università Humboldt di Berlino, ottenendo il dottorato di medicina nel 1892 con una tesi sul corpo ciliare e l'iride dell'occhio rettile.
Nel 1898 ha ricevuto la sua abilitazione a Berlino, e nel 1935 fu nominato professore ordinario di istologia, embriologia e anatomia presso l'Istituto di Hermann Stieve (1886-1952).
Kopsch ha pubblicato numerose opere di anatomia comparata e di embriologia, con August Rauber (1841-1917) è stato coautore del Lehrbuch und Atlas der Anatomie des Menschen.

## Pubblicazioni principali
- Untersuchungen über Gastrulation and Embryobildung bei den Chordaten, 1904.
- Die morphologische Bedeutung des Keimhautrandes und die Embryobildung bei der Forelle (1904).
- Nervensystem, con August Rauber (1907).
- Die Entwicklung des braunen Grasfrosches Rana fusca Roesel, 1952.
- "Nomina anatomica" da Friedrich Kopsch e Karl-Heinrich Knese.[1][2]